# Osman Baydemir

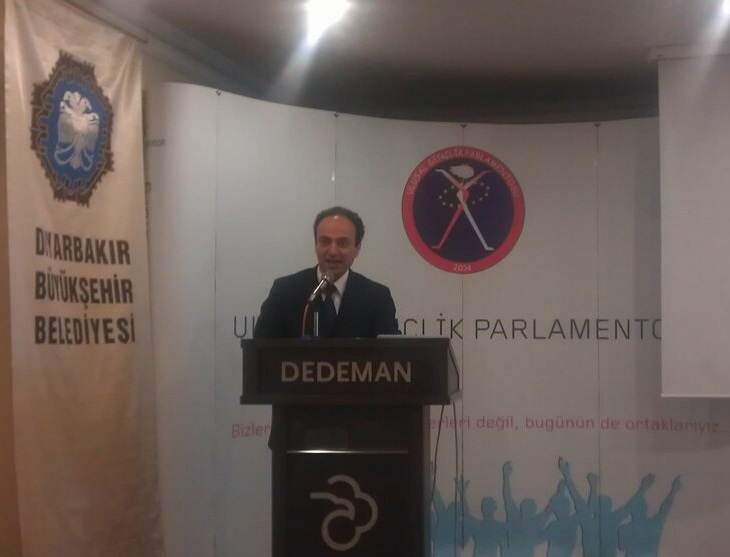
Osman Baydemir 2013

Osman Baydemir (* 1971 in Diyarbakır) ist ein türkisch-kurdischer Anwalt, Menschenrechtler und Abgeordneter der Halkların Demokratik Partisi im türkischen Parlament. Er studierte an der Dicle-Universität in Diyarbakır Jura und war zwischen 2004 und 2014 Oberbürgermeister dieser Stadt.

## Leben
Baydemir wurde 1995 in den Vorstand der Zweigstelle Diyarbakırs des Menschenrechtsvereins İnsan Hakları Derneği gewählt. Bis 2002 hatte er im İHD verschiedene Posten wie Vorstandsmitglied, Vizepräsidenten der Organisation und Vorsitzender der Zweigstelle Diyarbakır inne. Anfang 1999 gehörte er zu den ersten Anwälten, die sich zu einer Verteidigung von Abdullah Öcalan bereit erklärten und ihn im Gefängnis besuchen wollten. Am 3. November 2002 kandidierte Baydemir bei den Parlamentswahlen in der Türkei für die kurdische Partei DEHAP. Allerdings konnte die Partei die 10 %-Wahl-Sperrklausel nicht überwinden. Im Jahre 2003 verbrachte er sechs Monate in den USA, um seine Englischkenntnisse zu verbessern. Im Jahre 2004 wurde Baydemir zum Oberbürgermeister von Diyarbakır gewählt. Er wurde durch die Kommunalwahl 2009 im Amt bestätigt. Für die Kommunalwahl 2014 kandidierte Baydemir nicht mehr für Diyarbakır, sondern für das Oberbürgermeisteramt der Stadt Şanlıurfa, was er nicht gewann. Seine Nachfolgerin in Diyarbakır wurde Gültan Kışanak.
Baydemir ist mit der stellvertretenden Vorsitzenden des İHD, der Rechtsanwältin Reyhan Yalçındağ, verheiratet. Das Paar hat einen Sohn namens Mir Zanyar und eine Tochter namens Ranya.

## Strafverfolgung
Sowohl in seiner Position als Menschenrechtler als auch als Politiker wurde eine große Anzahl von Ermittlungs- und Strafverfahren gegen Osman Baydemir eröffnet. Nach einem Bericht von Anfang 2004 über den Druck auf Menschenrechtler waren gegen Osman Baydemir an die 200 Verfahren anhängig. Die Tageszeitung Radikal meldete am 11. Juli 2006, dass es in den letzten zwei Jahren zu 129 Ermittlungsverfahren gegen Osman Baydemir kam.

### Einzelmeldungen zu Verfahren
- 25. Mai 2004: Freispruch wegen Beleidigung eines Polizisten[6]
- 31. Mai 2006: Anklage wegen Bereitstellung eines Krankenwagens für getöteten PKK Militanten.[7] In diesem Verfahren wurde Osman Baydemir im September 2006 freigesprochen.[8]
- 24. Juni 2006: Anklage wegen eines Interviews in der Zeitschrift Tempo[9]
- 4. Oktober 2006: Verfahren wegen Rede bei der Beerdigung eines PKK Militanten[10]
- Im Oktober 2017: Verurteilung zu 1 Jahr 5 Monate und 15 Tage Haft, weil er im Jahre 2012 3 türkische Polizisten Faschisten und Halunken genannt hat.[11]
- 13. Oktober 2017: Ausschluss von 2 Parlamentssessionen wegen des Gebrauchs des Wortes Kurdistan im Parlament[12]
- 10. Dezember 2018: Verurteilung zu 18 Monaten Haft, weil er mit der Teilnahme an Kundgebungen im Jahre 2015 gegen das Versammlungsgesetz verstoßen hat.[13]

### Die Bittschrift an Anders Fogh Rasmussen
56 Bürgermeister der DTP, darunter auch Osman Baydemir, aus Städten Südost- und Ostanatoliens haben per Bittschrift den Premierminister von Dänemark, Anders Fogh Rasmussen, gebeten, Roj TV nicht zu schließen. Daraufhin klagte die Staatsanwaltschaft in Diyarbakır die pro-kurdischen Bürgermeister an, weil Roj TV Kontakte zur PKK unterstellt wurden. Rasmussen äußerte sich am 16. Juni 2006 in einem Radiointerview und zeigte sich sehr überrascht, dass er überhaupt eine Petition erhalten hatte. Er kritisierte die türkischen Behörde, die wegen einer Petition die Bürgermeister anklagte. Die 5. Kammer der Großen Strafkammer Diyarbakir (zuvor die 2. Kammer des Staatssicherheitsgerichts Diyarbakir) verurteilte 53 Bürgermeister (darunter auch Osman Baydemir) am 15. April 2008 nach Artikel 215 des Türkischen Strafgesetzes (Loben eines Straftäters bzw. einer Straftat) zu jeweils 75 Tage Haftstrafe, die in eine Geldstrafe von 1875 YTL (etwa 1000 Euro) umgewandelt wurde.

## Internationale Kontakte
Osman Baydemir hat an vielen internationalen Konferenzen, insbesondere zu Problemen lokaler Administration, teilgenommen. Im Mai 2004 nahm er an der Gründungsveranstaltung eines Dachverbandes zur Lokalverwaltung  mit dem Namen United Cities and Local Governments (UCLG) in Paris teil. Laut einer Meldung in der Internetzeitung kenthaber soll das im Mai 2005 gewesen sein. Baydemir sei in den Vorstand gewählt worden. Die Internetpräsenz der Middle East and West Asian Section (MEWA) der UCLG nennt ihn Co-President.
In den Jahren 2005 und 2006 unternahm Osman Baydemir mindestens acht Reisen ins Ausland und besuchte dabei u. a. Athen, Frankfurt, Köln, Paris, Berlin und Stockholm. Am 22. und 23. November 2004 nahm Baydemir in Brüssel an der Konferenz „EU, die Türkei und Kurden“ teil. Die Konferenz fand auch in den Jahren 2005 und 2006 statt. Mit Datum vom 20. September 2005 legte Osman Baydemir einen schriftlichen Beitrag vor. Wegen dieses Beitrages leitete das Innenministerium Ermittlungen ein und sandte zwei Staatssekretäre nach Diyarbakir.
In einer Presseerklärung vom August 2005 beschwerte sich Osman Baydemir darüber, dass die Stadtverwaltung bei acht Projekten daran gehindert werde, die von internationalen Gremien zugesagten Hilfsmittel in Anspruch zu nehmen. In der Presseerklärung vom 12. August 2005 wies Baydemir darauf hin, dass innerhalb der finanziellen Zusammenarbeit zwischen der Türkei und der EU eine Unterstützung von 1,8 Millionen Euro gewährt wurde. Andere Projekte seien aber behindert worden. Dazu gehörte ein Projekt über die Abwasserreinigung, das die Kreditanstalt für Wiederaufbau (KfW) mit einer halben Million Euro unterstützen wollte, ein Projekt für eine Straßenbahn, für das die Deutsche Bank 5 Millionen Euro zur Verfügung stellen wollte. Im April 2008 teilte die KfW mit, dass das Projekt der Abwasserentsorgung Diyarbakir mit einem finanziellen Aufwand von 50 Millionen Euro abgeschlossen sei und im Tigris wieder Fische schwimmen.
Im Zuge der KCK-Prozesse wurde Baydemir am 13. Januar 2010 untersagt die Türkei zu verlassen. Das Urteil wurde 2013 mit einem Reformpaket der Regierung jedoch wieder rückgängig gemacht.